# Paseo de la Florida (Logroño)

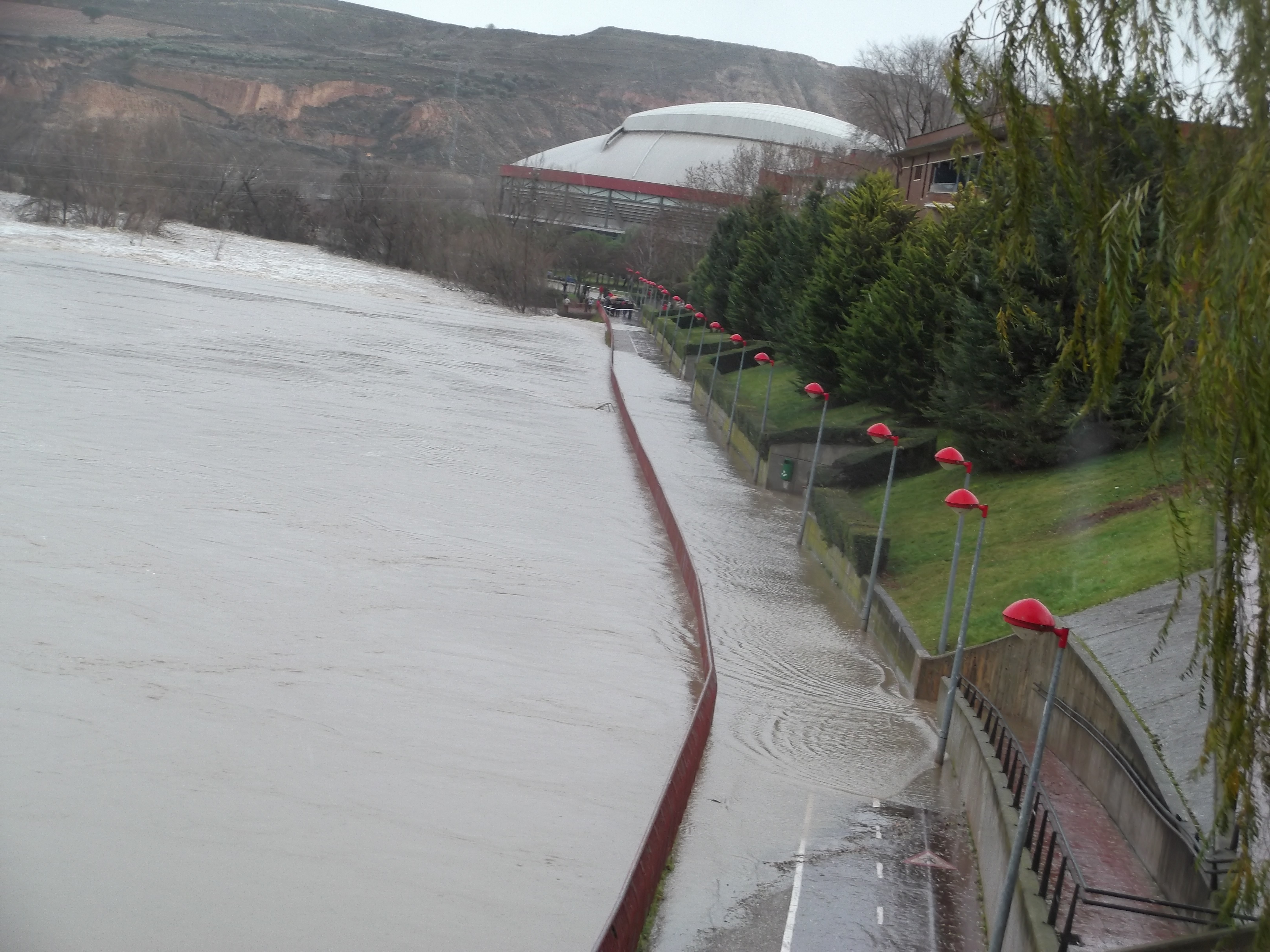
Paseo de la Florida, inundado en la crecida del Ebro en febrero de 2015

El paseo de La Florida es un camino adoquinado que se localiza en la orilla sur del río Ebro en Logroño, La Rioja. Su construcción tuvo lugar en la década de los noventa con la reforma a la que se sometió la orilla sur del Ebro (con esta se originó el parque del Ebro y las mejoras sobre las carreteras cercanas al puente de piedra). Es conocido en Logroño por ser un lugar magnífico para la pesca y para observar el puente de piedra y la naturaleza del río.

## Historia

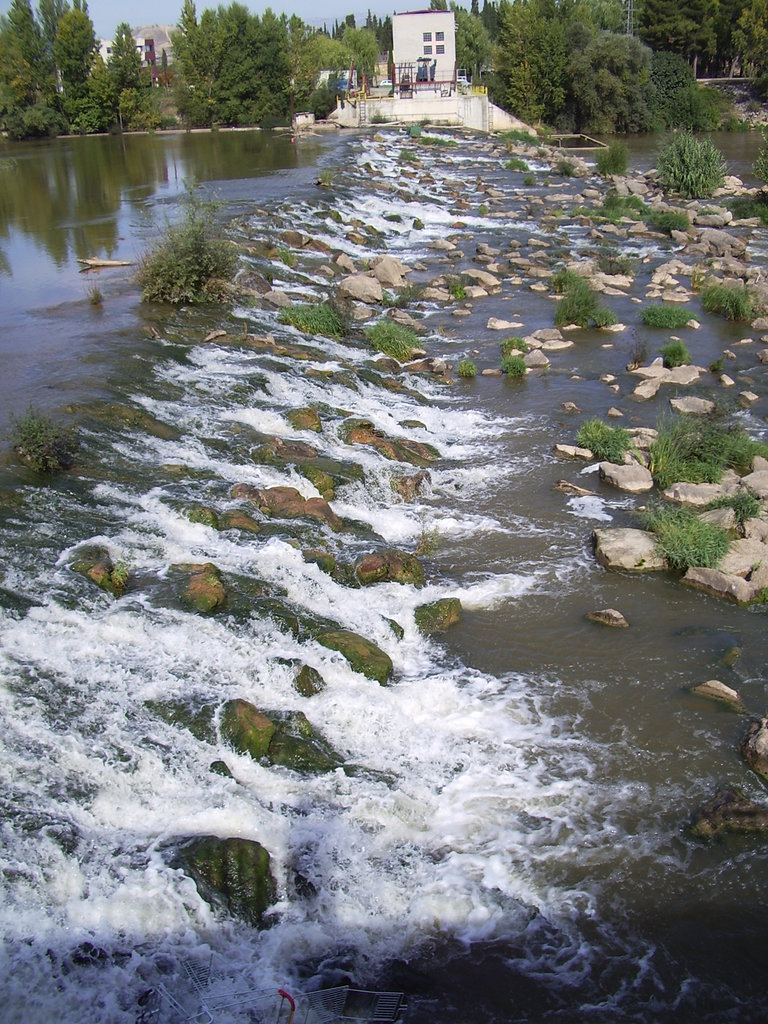
La presa de Logroño vista desde el paseo de La Florida con la estación eléctrica al fondo

Antiguamente la zona era un lugar virgen pero con las sucesivas reformas de la orilla sur del río Ebro a su paso por la ciudad se decidió dotar a la zona de un paseo que conectara el parque del Ebro con la avenida de la Constitución. Desde su construcción el paseo ha sido muy transitado, sobre todo los fines de semana. En él se puede observar la naturaleza virgen del río, sobre todo en la isla del Ebro (que se encuentra justo en frente del paseo) y en la presa (localizada al final del paseo). Además es un lugar perfecto para la pesca y para hacer deporte (cuenta con carril bici).
Continuando por este paseo hacia el este se llega al final del paseo, donde habrá que girar a la derecha y adentrarse en la urbe por unos jardines y llegar a la puerta del Ebro, puerta simbólica donde comienza el parque.
Es muy conocido por la imagen que se puede observar del puente de Piedra, uno de los iconos de la ciudad de Logroño.
| Predecesor: Parque del Ebro | Parques de la ribera sur del Ebro en Logroño Oeste - Este | Sucesor: Parque de la Ribera |